# Zajnab Bijszewa
Zajnab Abdułłowna Biiszewa (ros. Зайнаб Абдулловна Биишева; baszk. Зәйнәб Абдулла ҡыҙы Биишева, Za̋jna̋b Abdulla ǩyz̦y Biiševa; ur. 2 stycznia 1908 w Tujembietowie, zm. 24 sierpnia 1996 w Ufie) – baszkirska pisarka, poetka, dramatopisarka i tłumaczka. Ludowy Pisarz Baszkirskiej ASRR, trzykrotnie uhonorowana orderem „Znak Honoru”.

## Życiorys

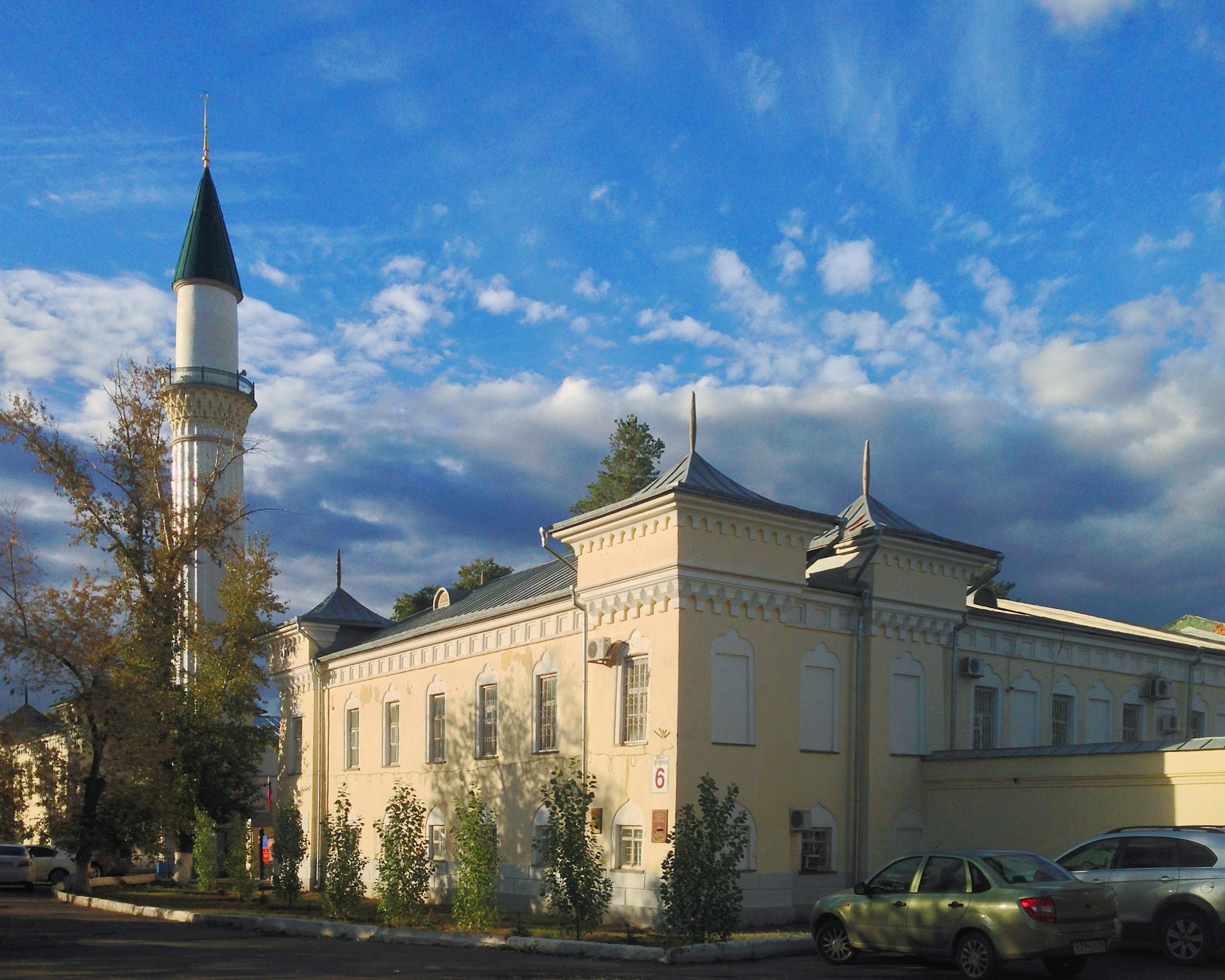
Baszkirskie Technikum Pedagogiczne, Orenburg

Zajnab Biiszewa urodziła się 2 stycznia 1908 roku w niewielkiej wsi Tujembietowo, w rejonie kugarczinskim. Miała czworo rodzeństwa. Jej ojciec Abdułła był mułłą, a matka Fagila była córką mułły ze wsi Sapykowo. Zajnab Biiszewa wcześnie straciła rodziców, gdy miała 2 i pół roku zmarła jej matka. Ojciec zmarł w grudniu 1919 roku.
Uczyła się technikum pedagogicznym w Orenburgu. W 1929 roku po uzyskaniu dyplomu nauczycielskiego rozpoczęła pracę w szkole we wsi Tiemiasowo, w rejonie bajmakskim. W 1935 roku przeprowadziła się z rodziną do rejonu saławatskiego. W 1938 roku zamieszkała w Ufie, gdzie rozpoczęła pracę w Baszkirskim Wydawnictwie „Kitap” i współpracę z magazynem „Amanat”, w którym ukazało się jej pierwsze opowiadanie w 1930 roku.  
Po rozpoczęciu II wojny światowej jej mąż Gaziza Aminow został wysłany na front, a Biiszewa została z trójką małych dzieci i musiała poświęcić się pracy, aby utrzymać rodzinę. Najbardziej twórczy okres nastąpił po wojnie. Pierwsza książka, Partizan małaj, została opublikowana w 1941 roku. W 1949 roku została członkiem Związku Pisarzy ZSRR. Od 1953 roku poświęciła się pisaniu zawodowo. Była członkiem zarządu Związku Pisarzy Republiki Baszkortostanu i delegatem wielu kongresów pisarzy Federacji Rosyjskiej i ZSRR. W 1968 roku otrzymała Nagrodę Państwową im. Saławata Jułajewa. W 1993 roku otrzymała honorowy tytuł Ludowego Pisarza Baszkirskiej ASRR. Ponad 60 jej książek zostało wydanych w językach narodów Rosji i innych.
Zajnab Biiszewa napisała kilka książek dla dzieci i młodzieży, sztukę Drużba i powieść Budiem druzjami, dziesiątki wierszy i bajek. Dramaty Wołszebnyj kuraj (1957), Tainstwiennyj pierstień (1959), Gulbadar (1961), Obiet (1966), Zulchiza (1981) odniosły duży sukces nie tylko na scenie Baszkirskiego Państwowego Akademickiego Teatru Dramatycznego, ale także na scenach teatrów poza granicami republiki. Przetłumaczyła na język baszkirski dzieła Nikołaja Gogola, Iwana Turgieniewa, Arkadija Gajdara, Lwa Kassila, Aleksieja Tołstoja, Siergieja Aksakowa, Antona Czechowa, Maksima Gorkiego. 

## Upamiętnienie
Do słów jej wierszy powstało wiele popularnych piosenek. Z jej twórczości korzystali m.in. Ajrat Kubaguszew, Szamil Kulbarisow, Abdułła Chalfietdinow i wielu innych. W 1992 roku Amir Abdrazakow nakręcił film dokumentalny o Zajnab Biiszewej. W 2008 roku z okazji setnych urodzin pisarki Abdrazakow nakręcił film Nasza Zajnab.
Imieniem Zajnab Biiszewej nazwano: 
- Fundusz Charytatywny na rzecz Rozwoju Edukacji i Kultury
- Wydawnictwo „Kitap”
- przedszkole, szkołę podstawową w rejonie kugarczinskim
- Państwową Akademię Pedagogiczną w Sterlitamaku
- ulicę w Ufie
- Gimnazjum Baszkirskie nr 140 w Ufie

Na domu, w którym mieszkała w Ufie, znajduje się tablica pamiątkowa, w rodzinnej wiosce Tujembietowo jest Dom-Muzeum Zajnab Biiszewej. 14 października 2016 roku w Ufie został odsłonięty pomnik Biiszewej, wykonany z brązu przez Władimira Dwornika.

## Nagrody i wyróżnienia
- Laureatka Nagrody Państwowej im. Saławata Jułajewa (1968)
- Order „Znak Honoru” (1960, 1968, 1976)
- Ludowy Pisarz Baszkirskiej ASRR (1993)